# Église Saint-Martin de Marcq
Pour les articles homonymes, voir Église Saint-Martin.
Ne doit pas être confondu avec Église Saint-Martin de Marck.
L'église Saint-Martin est un édifice religieux situé à Marcq, section de la commune belge d'Enghien, dans la province de Hainaut.
L'église est classée comme monument depuis le 1er juin 1945. L'orgue, buffet et instrument de l'église Saint-Martin sont repris sur la liste du patrimoine exceptionnel de la Région wallonne depuis 2016.

## Localisation
L'église se situe au centre du village de Marcq, le long de la rue du Village. Elle est entourée par un vaste cimetière ceint par un mur en pierre calcaire rehaussé de quelques rangées de brique.

## Historique
La tour qui avait une fonction initiale de défense sous la forme d'un donjon pourvu de peu d'ouvertures ab initio est érigée au cours du XIe siècle alors que la majeure partie de l'édifice est construite vers le milieu du XVIe siècle. Le chœur est bâti vers 1710. La porte actuelle date de l'époque de la restauration du bâtiment, aux environs de 1865. Le clocher de la tour romane, la charpente et la toiture ont été restaurés en 2007.

## Description

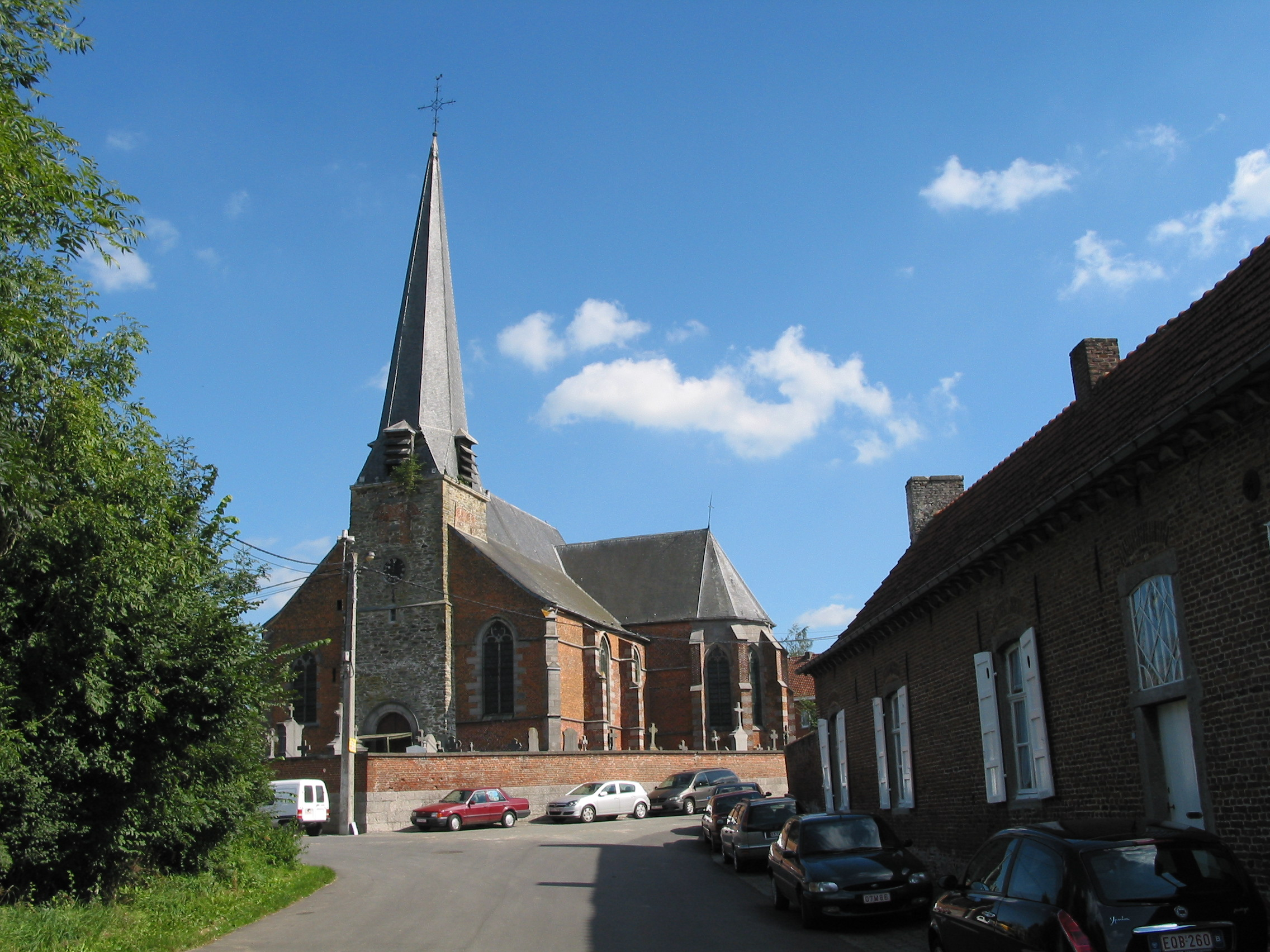

La tour carrée médiévale se démarque du reste du bâtiment par la nature du matériau qui la compose. De style roman, elle est bâtie en moellons assis de calcaire alors que le reste de la construction élevé quatre siècles plus tard est construit en brique avec parements et encadrements en pierre calcaire dans un style gothique tardif. L’édifice est aussi composé d’une nef centrale de trois travées, de deux collatéraux prolongés de part et d’autre de la tour, de deux chapelles transversales saillantes et d'un chevet semi-hexagonal. La tour est surmontée par une flèche octogonale d'une hauteur de 18 m dont les parties inférieures de trois faces possèdent des abat-sons. 
À l'intérieur, les boiseries de parement du chœur, la chaire de vérité et l’orgue sont datés du XVIIIe siècle. Ce dernier, construit en 1772, réalisé par le facteur d'orgue gantois Pieter I Van Peteghem, ne dispose que d’un seul clavier et est dépourvu de pédalier. Une statue équestre de saint Martin, patron de l’église, domine l’orgue. Le buffet domine la tribune de style Renaissance.

## Source et lien externe
- Brève histoire des cloches de l'église de Marcq